# Rocks
Az 1976-os Rocks az Aerosmith negyedik nagylemeze. A Rolling Stone Minden idők 500 legjobb albuma listáján a 176. lett. Szerepel az 1001 lemez, amit hallanod kell, mielőtt meghalsz című könyvben.
Az album nagy kereskedelmi sikernek számított. Három Billboard Hot 100-as kislemezt hozott a zenekarnak, mely közül kettő (a Back in the Saddle és a Last Child) a top 40-be is bekerült. Nem sokkal megjelenése után platinalemez lett, mára négyszeres platina.

## Az album dalai
| 1. | Back in the Saddle | Steven Tyler, Joe Perry | 4:40 |
| 2. | Last Child         | Tyler, Brad Whitford    | 3:26 |
| 3. | Rats in the Cellar | Tyler, Perry            | 4:07 |
| 4. | Combination        | Perry                   | 3:39 |

| 1. | Sick as a Dog      | Tyler, Tom Hamilton | 4:12 |
| 2. | Nobody's Fault     | Tyler, Whitford     | 4:25 |
| 3. | Get the Lead Out   | Tyler, Perry        | 3:43 |
| 4. | Lick and a Promise | Tyler, Perry        | 3:05 |
| 5. | Home Tonight       | Tyler               | 3:18 |

## Helyezések

### Album
| Lista (1976)                   | Helyezés |
| ------------------------------ | -------- |
| Kanada (RPM Top Albums)        | 14       |
| Svédország (Sverigetopplistan) | 46       |
| US Billboard 200               | 3        |

### Kislemezek
| Év   | Kislemez           | Lista                 | Helyezés |
| ---- | ------------------ | --------------------- | -------- |
| 1976 | Home Tonight       | The Billboard Hot 100 | 71       |
| 1976 | Last Child         | The Billboard Hot 100 | 21       |
| 1977 | Back in the Saddle | The Billboard Hot 100 | 38       |

## Minősítések
| Szervezet  | Minősítés  | Dátum              |
| ---------- | ---------- | ------------------ |
| RIAA - USA | arany      | 1976. május 21.    |
| RIAA - USA | platina    | July 9, 1976       |
| RIAA - USA | 2x platina | 1984. október 19.  |
| RIAA - USA | 3x platina | 1988. december 21. |
| RIAA - USA | 4x platina | 2001. február 26.  |

## Közreműködők
- Steven Tyler – ének, háttérvokál, ütőhangszerek, basszusgitár a Sick As A Dog-on
- Joe Perry – szólógitár, háttérvokál, ének a Combination-ön, basszusgitár a Sick As A Dog-on, hathúros basszusgitár a Back In the Saddle-ön
- Brad Whitford – ritmusgitár, szólógitár a Last Child-on
- Tom Hamilton – basszusgitár, ritmusgitár a Sick As A Dog-on, háttérvokál a Home Tonight-on
- Joey Kramer – dob, ütőhangszerek, háttérvokál a Home Tonight-on
- Paul Prestopino – bendzsó a Last Child-on